# Kenta Nishizawa
Kenta Nishizawa (西澤 健太 Nishizawa Kenta?), född 6 september 1996 i Shizuoka prefektur, är en japansk fotbollsspelare.
Nishizawa började sin karriär 2019 i Shimizu S-Pulse.